# 2014年欧州議会議員選挙 (ハンガリー)
2014年欧州議会議員選挙（2014ねんおうしゅうぎかいぎいんせんきょ）は、ヨーロッパの地域共同体であるEU（欧州連合）の議会である欧州議会を構成する欧州議会議員を全面改選するために行われた選挙（欧州議会議員選挙）で、EU加盟国の一員であるハンガリーでは2014年5月25日に投票が行われた。本稿ではハンガリーにおける欧州議会議員選挙について取り上げる。

## 概要
欧州議会議員の任期（5年）が満了したことに伴って実施された選挙で、2004年5月にEU加盟をしているハンガリーにおいては3回目となる。今回の選挙では、国政与党であるフィデス＝ハンガリー市民同盟・キリスト教民主国民党（以下、フィデス）の他、ハンガリー社会党（以下、社会党）やヨッビクなど七つの政党が名簿を提出した。選挙の結果、フィデスが過半数を上回る51%の得票率を獲得し21議席中12議席を獲得して圧勝。4月に行われた総選挙では第三党に留まったヨッビクが14%の得票を得て第二党に躍進、最大野党である社会党は11%の得票に留まり選挙前の4議席から2議席に減らして第三党に後退。初めて欧州議会選挙に臨んだ民主連合（DK）と「共に2014-ハンガリーのための対話」（EGYÜTT-PM）は健闘してそれぞれ2議席と1議席を獲得、野党第三党である環境保護政党「新しい政治の形」は阻止条項である5%を僅かに上回って1議席を獲得した。選挙後、社会党の党首であるメシュテル・ハージは選挙敗北の責任を取って党首と国会議員団長の職を辞することを明らかにした。

## 基礎データ
- 議員定数（ハンガリー割当分）：21議席（前回比3議席減）
- 選挙権・被選挙権：共に18歳以上のEU市民
- 議員任期：5年
- 選挙制度：比例代表制（ドント式）
- 選挙区：全国1選挙区
- 投票：政党名簿に投票（拘束名簿式）
- 阻止条項：有効投票数の5%以上
- 立候補要件：2万名以上の推薦状（一人の有権者が複数政党を推薦することは不可）が必要。

出典：“欧州議会選挙 - 2004年以降(現行)”.   中東欧・旧ソ連の諸国の選挙データ. 2014年6月22日閲覧。

## 主要政党
本選挙に候補者名簿を提出した主要政党について紹介する。
- フィデス＝ハンガリー市民同盟（Fidesz-MPSZ）：オルバーン・ヴィクトル政権与党。1988年に結成された青年民主同盟を前身とする中道右派政党。キリスト教民主国民党（KDNP）と政党連合を構成している。
- ハンガリー社会党（MSZP）：1989年10月、当時の支配政党であるハンガリー社会主義労働者党が改編して発足。社会民主主義を基調とする中道左派政党。
- ヨッビク（Jobbik）：2002年に結成された右翼青年協会を前身とし、ロマ人排斥や反グローバリズム、反ユダヤ主義を掲げる極右政党。
- 新しい政治の形（LMP）：2009年2月に結成された政党で、中道左派を基調とし、環境保護にも力点を置く。グローバルグリーンズ（環境保護政党の国際組織）にも加盟。
- 民主連合（DK）：2011年11月、社会党の元党首で首相も務めたジュルチャーニ・フェレンツが同党を離党して結成した中道左派政党。4月の総選挙では社会党と政党連合（中道左派連合）を組織。
- 共に2014-ハンガリーのための対話（EGYUTT-PM）：EGYUTTとPMによる政党連合。民主連合と同様に4月の総選挙では中道左派連合に参加。
  - 共に2014年（EGYUTT）：元首相であるバイナイ・ゴルドンが2012年10月に結成した同名の政治グループを翌2013年3月に改組して結成された政党。
  - ハンガリーのための対話（PM）：2013年2月、LMP内部で他党との選挙協力に積極的な議員が同党を離党して結成された政党。

## 選挙結果
| 登録有権者数 | 8,041,386 |
| 投票者数     | 2,329,304 |
| 投票率       | 28.97%    |
| 有効投票数   | 2,319,493 |

| 党派                                                          | 得票数    | 得票率 | 議席数 | 議席率 | 欧州議会会派 |
| ------------------------------------------------------------- | --------- | ------ | ------ | ------ | ------------ |
| FIDESZ-KDNP フィデス＝ハンガリー市民同盟-キリスト教民主国民党 | 1,193,991 | 51.48% | 12     | 57.14% | EPP          |
| JOBBIK ヨッビク                                               | 340,287   | 14.67% | 3      | 14.29% | NI           |
| MSZP ハンガリー社会党                                         | 252,751   | 10.90% | 2      | 9.52%  | S&D          |
| DEMOKRATIKUS KOALÍCIÓ 民主連合                                | 226,086   | 9.75%  | 2      | 9.52%  | S&D          |
| EGYÜTT-PM 共に2014-ハンガリーのための対話                     | 168,076   | 7.25%  | 1      | 4.76%  | Greens/EFA   |
| LMP 新しい政治の形                                            | 116,904   | 5.04%  | 1      | 4.76%  | Greens/EFA   |
| A HAZA NEM ELADÓ 国は売り物ではない                           | 12,119    | 0.52%  | 0      |        |              |
| SMS セレシュ・マーリア同盟                                    | 9,279     | 0.40%  | 0      |        |              |
|                                                               | 2,319,493 | 100%   | 21     |        |              |

出典：“Az Európai Parlamenti választáson leadott szavazatok”.   全国選挙管理事務所 (2014年6月3日). 2014年6月22日閲覧。“Az Európai Parlamenti választás összesített eredménye”.   全国選挙管理事務所 (2014年6月3日). 2014年6月22日閲覧。“Results by country Hungary(Results of the 2014 European elections)”.   欧州議会. 2013年10月21日閲覧。
| 党派        | 議席数 | 欧州議会会派 | 欧州議会会派 | 欧州議会会派 | 欧州議会会派 | 欧州議会会派 | 欧州議会会派 | 欧州議会会派 | 欧州議会会派 | 欧州議会会派 |
| 党派        | 議席数 | EPP          | S&D          | ALDE         | Greens/EFA   | ECR          | GUE/NGL      | EFD          | NI           | Others       |
| ----------- | ------ | ------------ | ------------ | ------------ | ------------ | ------------ | ------------ | ------------ | ------------ | ------------ |
| FIDESZ-KDNP | 12     | 12           |              |              |              |              |              |              |              |              |
| JOBBIK      | 3      |              |              |              |              |              |              |              | 3            |              |
| MSZP        | 2      |              | 2            |              |              |              |              |              |              |              |
| DK          | 2      |              | 2            |              |              |              |              |              |              |              |
| Együtt-PM   | 1      |              |              |              | 1            |              |              |              |              |              |
| LMP         | 1      |              |              |              | 1            |              |              |              |              |              |
| 合計        | 21     | 12           | 4            |              | 2            |              |              |              | 3            |              |

- 欧州議会会派の凡例
  - EPP：欧州人民党
  - S&D：社会民主進歩同盟
  - ALDE：欧州自由民主同盟
  - Greens/EFA：欧州緑グループ・欧州自由連盟
  - ECR：欧州保守改革グループ
  - GUE/NGL：欧州統一左派・北方緑の左派同盟
  - EFD：自由と民主主義のヨーロッパ
  - NI：無所属
  - Others：新たに選出された議員で政治会派に属していない者